# Sommet du G8 de 2009
Pour un article plus général, voir Sommet du G8.
Le sommet du G8 2009, 35e réunion du G8, réunissait les dirigeants des 7 pays démocratiques les plus industrialisés et la Russie, ou G8, du  8 au 10 juillet 2009, dans la ville italienne de L'Aquila.

## Lieu
Ce sommet se tient à L'Aquila, dans les Abruzzes, dans le centre de l'Italie. Il devait originellement se tenir à La Maddalena, en Sardaigne, mais le président du Conseil Silvio Berlusconi a décidé d'en déplacer le lieu, à la suite du tremblement de terre du 6 avril 2009, qui a dévasté la région des Abruzzes, faisant 300 morts. Ce sommet se tient dans l'Académie de la Guardia di Finanza.
L'hôtel Savoia Excelsior Palace à Trieste a été aussi utilisé comme lieu de réunions lors du Sommet du G8 de 2009.

## Participants

### Dirigeants du G8

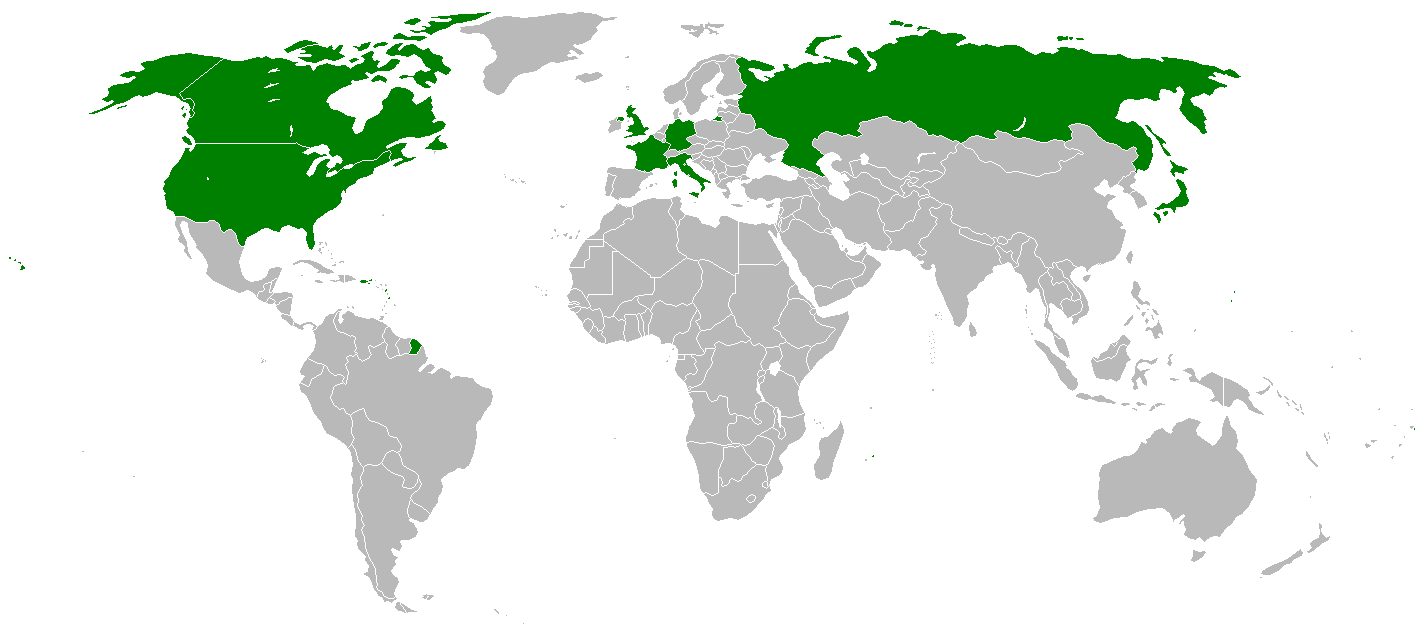
Pays appartenant au G8 et participant au sommet.

| Participants au G8            |                       |                           |                      |
| Membre                        | Membre                | Représenté par            | Fonction             |
| Drapeau du Canada             | Canada                | Stephen Harper            | Premier ministre     |
| Drapeau de la France          | France                | Nicolas Sarkozy           | Président            |
| Drapeau de l'Allemagne        | Allemagne             | Angela Merkel             | Chancelière          |
| Drapeau de l'Italie           | Italie                | Silvio Berlusconi         | Président du Conseil |
| Drapeau du Japon              | Japon                 | Tarō Asō                  | Premier ministre     |
| Drapeau du Royaume-Uni        | Royaume-Uni           | Gordon Brown              | Premier ministre     |
| Drapeau de la Russie          | Russie                | Dmitri Medvedev           | Président            |
| Drapeau des États-Unis        | États-Unis            | Barack Obama              | Président            |
| Drapeau de l’Union européenne | Commission européenne | José Manuel Durão Barroso | Président            |

### Dirigeants du G8+5
- Brésil
  - Président Luiz Inácio Lula da Silva
- Inde 
  - Premier ministre Manmohan Singh
- Mexique
  - Président Felipe Calderón
- Chine
  - Président Hu Jintao
- Afrique du Sud
  - Président Jacob Zuma